# Jorge Fossati
Jorge Daniel Fossati Lurachi (Montevideo, 22 novembre 1952) è un allenatore di calcio ed ex calciatore uruguaiano, di ruolo portiere, tecnico dell'Universitario.

## Carriera

### Giocatore
Fossati ha giocato principalmente nel Peñarol. Mentre giocava al Peñarol, ha aiutato il club a vincere cinque titoli. Ha avuto anche periodi in Argentina con Independiente e Rosario Central, in Cile con il Green Cross Temuco e con la squadra brasiliana Coritiba.

### Allenatore
Avendo giocato come portiere durante il suo mandato calcistico, Fossati afferma di aver avuto l'opportunità di vedere le partite attraverso la prospettiva di uno spettatore e la capacità di interpretare le giocate. Ha iniziato ad allenare i suoi compagni di squadra come portiere, sotto la supervisione dell'allenatore. Invecchiando, ha iniziato a scrivere analisi delle partite e degli allenatori, annotando quali sfaccettature avrebbe adattato.
Dopo il ritiro da giocatore, Fossati ha deciso di passare alla dirigenza. All'inizio, ha avuto incantesimi alla guida del River Plate Montevideo, Peñarol e del Danubio FC nell'Uruguay. Ha anche lavorato come allenatore del Colón de Santa Fe in Argentina, del Cerro Porteño in Paraguay e dell'LDU Quito in Ecuador.

## Statistiche

### Statistiche da allenatore

#### Nazionale peruviana
| Squadra | Naz             | dal              | al              | Record | Record | Record | Record | Record | Record | Record | Record     |
| Squadra | Naz             | dal              | al              | G      | V      | N      | P      | GF     | GS     | DR     | % Vittorie |
| ------- | --------------- | ---------------- | --------------- | ------ | ------ | ------ | ------ | ------ | ------ | ------ | ---------- |
| Perù    | Perù (bandiera) | 27 dicembre 2023 | 17 gennaio 2025 | 13     | 4      | 4      | 5      | 9      | 11     | −2     | 30,77      |

#### Nazionale peruviana nel dettaglio
| 2024             | Perù        | Qual. Mondiali 2026 | Sub., Dimissioni durante la fase | 6  | 1 | 2 | 3 | 16,67 | 2 | 7  | -5 |
| giu.-lug. 2024   | Perù        | Copa América 2024   | Fase a gironi                    | 3  | 0 | 1 | 2 | &0,00 | 0 | 3  | -3 |
| Dal 2023 al 2025 | Perù        | Amichevoli          |                                  | 4  | 3 | 1 | 0 | 75,00 | 7 | 1  | +6 |
| Totale Perù      | Totale Perù | Totale Perù         | Totale Perù                      | 13 | 4 | 4 | 5 | 30,77 | 9 | 11 | -2 |

#### Panchine da commissario tecnico della nazionale peruviana
| Cronologia completa delle presenze e delle reti in nazionale ― Perù | Cronologia completa delle presenze e delle reti in nazionale ― Perù | Cronologia completa delle presenze e delle reti in nazionale ― Perù | Cronologia completa delle presenze e delle reti in nazionale ― Perù | Cronologia completa delle presenze e delle reti in nazionale ― Perù | Cronologia completa delle presenze e delle reti in nazionale ― Perù | Cronologia completa delle presenze e delle reti in nazionale ― Perù | Cronologia completa delle presenze e delle reti in nazionale ― Perù |
| Data                                                                | Città                                                               | In casa                                                             | Risultato                                                           | Ospiti                                                              | Competizione                                                        | Reti                                                                | Note                                                                |
| ------------------------------------------------------------------- | ------------------------------------------------------------------- | ------------------------------------------------------------------- | ------------------------------------------------------------------- | ------------------------------------------------------------------- | ------------------------------------------------------------------- | ------------------------------------------------------------------- | ------------------------------------------------------------------- |
| 23-3-2024                                                           | Lima                                                                | Perù                                                                | 2 – 0                                                               | Nicaragua                                                           | Amichevole                                                          | Joao Grimaldo Gianluca Lapadula                                     | Cap: P.Guerrero                                                     |
| 27-3-2024                                                           | Lima                                                                | Perù                                                                | 4 – 1                                                               | Rep. Dominicana                                                     | Amichevole                                                          | Sergio Peña Jesús Castillo Piero Quispe Paolo Guerrero (rig.)       | Cap: L.Advincula                                                    |
| 7-6-2024                                                            | Lima                                                                | Perù                                                                | 0 – 0                                                               | Paraguay                                                            | Amichevole                                                          | -                                                                   | Cap: L.Advincula                                                    |
| 14-6-2024                                                           | Filadelfia                                                          | El Salvador                                                         | 0 – 1                                                               | Perù                                                                | Amichevole                                                          | Edison Flores                                                       | Cap: L.Advincula                                                    |
| 22-6-2024                                                           | Arlington                                                           | Perù                                                                | 0 – 0                                                               | Cile                                                                | Coppa America 2024 - 1º turno                                       | -                                                                   | Cap: L.Advincula                                                    |
| 26-6-2024                                                           | Kansas City                                                         | Perù                                                                | 0 – 1                                                               | Canada                                                              | Coppa America 2024 - 1º turno                                       | -                                                                   | Cap: C.Zambrano                                                     |
| 30-6-2024                                                           | East Rutherford                                                     | Argentina                                                           | 2 – 0                                                               | Perù                                                                | Coppa America 2024 - 1º turno                                       | -                                                                   | Cap: P.Guerrero                                                     |
| 7-9-2024                                                            | Lima                                                                | Perù                                                                | 1 – 1                                                               | Colombia                                                            | Qual. Mondiali 2026                                                 | Alexander Callens                                                   | Cap: R.Tapia                                                        |
| 10-9-2024                                                           | Quito                                                               | Ecuador                                                             | 1 – 0                                                               | Perù                                                                | Qual. Mondiali 2026                                                 | -                                                                   | Cap: R.Tapia                                                        |
| 12-10-2024                                                          | Lima                                                                | Perù                                                                | 1 – 0                                                               | Uruguay                                                             | Qual. Mondiali 2026                                                 | Miguel Araujo                                                       | Cap: C.Zambrano                                                     |
| 16-10-2024                                                          | Brasilia                                                            | Brasile                                                             | 4 – 0                                                               | Perù                                                                | Qual. Mondiali 2026                                                 | -                                                                   | Cap: L.Advincula                                                    |
| 16-11-2024                                                          | Lima                                                                | Perù                                                                | 0 – 0                                                               | Cile                                                                | Qual. Mondiali 2026                                                 | -                                                                   | Cap: P.Guerrero                                                     |
| 20-11-2024                                                          | Buenos Aires                                                        | Argentina                                                           | 1 – 0                                                               | Perù                                                                | Qual. Mondiali 2026                                                 | -                                                                   | Cap: P.Guerrero                                                     |
| Totale                                                              |                                                                     | Presenze                                                            | 13                                                                  |                                                                     | Reti                                                                | 9                                                                   |                                                                     |

## Palmarès

### Giocatore

#### Club

##### Competizioni nazionali
- Campionato uruguaiano: 5

Peñarol: 1973, 1974, 1975, 1978, 1979
- Campionato paraguaiano: 1

Olimpia: 1982
- Campionato argentino: 1

Rosario Central: 1986-1987
- Primera B Nacional: 1

Deportivo Mandiyú: 1988
- Campionato Catarinense: 1

Avaì: 1988
- Campionato Paranaense: 1

Coritiba: 1989

### Allenatore

#### Club

##### Competizioni nazionali
- Campionato uruguaiano: 3

Peñarol: 1996
Danubio: Apertura 2001, Clausura 2002
- Campionato ecuadoriano: 1

LDU Quito: 2003
- Campionato qatariota: 1

Al-Sadd: 2007
- Coppa dell'Emiro del Qatar: 1

Al-Sadd: 2007
- Coppa dell'Erede: 1

Al-Sadd: 2007
- Campionato peruviano: 1

Universitario: 2023

##### Competizioni internazionali
- Recopa Sudamericana: 1

LDU Quito: 2009
- Copa Sudamericana: 1

LDU Quito: 2009
- AFC Champions League: 1

Al Sadd: 2011